# Harald Szeemann

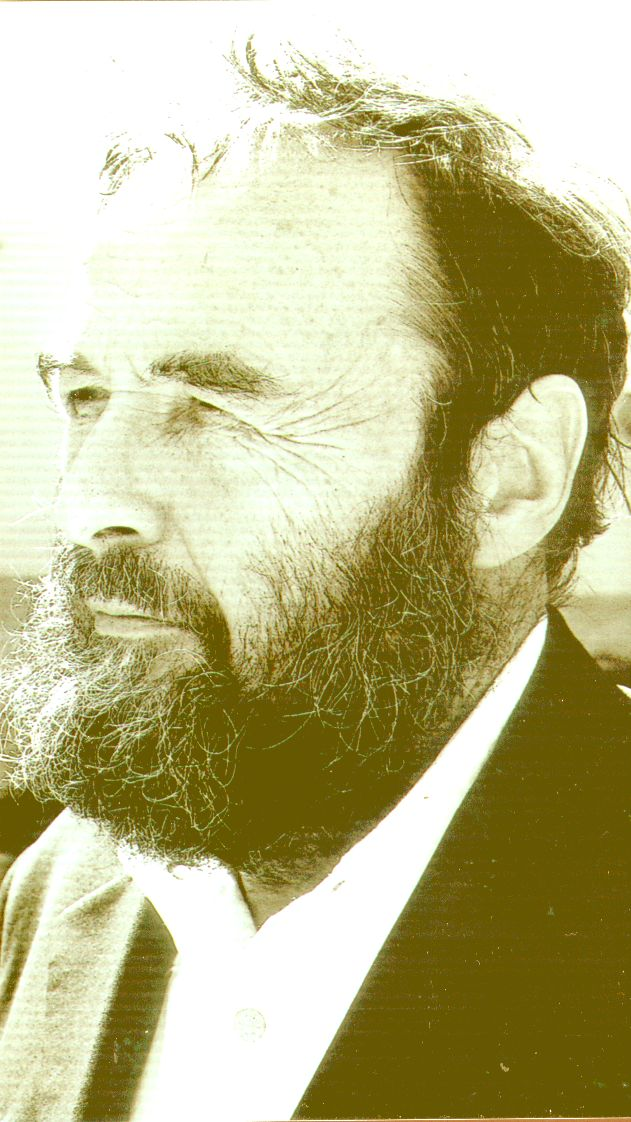
Harald Szeemann (2001)

Harald Szeemann (* 11. Juni 1933 in Bern; † 18. Februar 2005 in Locarno im Tessin) war ein Schweizer Museumsleiter, Kurator und Ausstellungsmacher.

## Leben
Harald (Harry) Szeemann entstammte einer österreichisch-ungarischen Familie. Sein Großvater Etienne Szeemann (1873–1971), ein polyglotter Friseurmeister, arbeitete zunächst in Budapest, Wien und Karlsbad. Als Schiffsfriseur kam er nach Kapstadt und schließlich nach London. Hier wurde 1905 der Vater von Harald geboren. 1906 zogen seine Großeltern mit ihren Kindern nach Bern. 1919 erhielten sie die Schweizer Staatsbürgerschaft. Sein Großvater war mit Karl Ludwig Nessler, dem Erfinder der Dauerwelle, bekannt gewesen.
Bereits während seiner Gymnasialzeit interessierte sich Szeemann für Musik, Bildende Kunst und Literatur. Nach der Matura studierte er von 1953 bis 1960 Kunstgeschichte, Archäologie und Zeitungswissenschaft an der Universität Bern und am Institut d’Art et d’Histoire der Sorbonne. Während des Studiums spielte er in Bern in einem Ensembletheater. 1956 gründete er ein Ein-Mensch-Theater, bei dem er Hauptdarsteller, Textschreiber und Bühnenbildner in einer Person war. Um seinen Lebensunterhalt zu verdienen, betätigte er sich als Grafiker in einer Werbeagentur und war Kunstmaler und Texter. 1957 kam zeitgleich je ein Angebot von Leonard Steckel für ein Engagement am Schauspielhaus Zürich sowie von Franz Meyer, dem Direktor der Kunsthalle Bern, zur Organisation der Ausstellung „Dichtende Maler – Malende Dichter“ im Kunstmuseum St. Gallen. Szeemann entschied sich für die Ausstellung, die er Hugo Ball widmete.
1958 heirateten Szeemann und die Pariserin Françoise Bonnefoy. Aus seiner ersten Ehe stammen Jérôme Patrice (* 1959) und Valére Claude (* 1964).
1960 wurde Szeemann an der Universität Bern mit magna cum laude über Die Anfänge der modernen Buchillustration der Nabis (und ihre Kontakte zu Revue Blanche, Théâtre de l’Oeuvre, Alfred Jarry, Ambroise Vollard) promoviert. Im selben Jahr zog er mit seiner Familie nach Paris, wo er an der Nationalbibliothek arbeitete und Kontakte zu Jean Tinguely und Constantin Brâncuși hatte. 1961 wurde er vom Stiftungsrat der Kunsthalle Bern zu deren Direktor gewählt. Mit 27 Jahren war er der jüngste Kurator einer international bekannten Kunstinstitution. Die Kunsthalle leitete er bis 1969.
Szeemann war in zweiter Ehe mit der Künstlerin Ingeborg Lüscher verheiratet, die er 1972 während der Documenta 5 in Kassel kennengelernt hatte. 1974 siedelte er von Bern nach Civitanova Marche (Italien) über. 1975 wurde die gemeinsame Tochter Una Alja geboren. 1978 ließ sich die Familie im Dorf Tegna im Tessin nieder.

## Zitat
„U wäge dem säg i immer, also anunfürsich die Uufgaab äh Usschtellige zmache und äs Läbe lang mit de Chünschtler zverbringe, wo für mi die ideale Gsellschaft si – wo mes immer mit eim ztüe hät und quasi also die Gsellschaft sich us Additione vo Begägnige zammesätzt, muess me mit Häärz läbe.“

„Und deswegen sage ich immer, die Aufgabe, Ausstellungen zu machen und ein Leben lang mit den Künstlern zu verbringen, die für mich die ideale Gesellschaft sind, diese vielen Begegnungen muss man mit Herz leben.“

## Kuratorische Arbeit an der Kunsthalle Bern

### „Bildnerei der Geisteskranken – Art Brut – Insania Pingens“, 1963
Die ausgestellten Werke waren ursprünglich von Hans Prinzhorn als Kunst von Geisteskranken in Universitätskliniken in Bern, Lausanne und Paris gesammelt worden. Für Werke der Sammlung Prinzhorn war es die erste Ausstellung nach dem Ende der NS-Zeit. Szeemann – Leiter der Kunsthalle und Macher der Ausstellung – zeigte die Werke mit der Intention, dass die mentalen Produktionsstätten für Abseitiges nicht außerhalb, sondern innerhalb der Gesellschaft liegen. Damit brachte er den internationalen Diskurs über Hochkunst und „Irrenkunst“ (Art brut) in Bewegung.

### „Wrapped Kunsthalle Bern“, 1967–1968
Christo und Jeanne-Claude erhielten von Szeemann die Gelegenheit, ihr erstes Gebäude zu verpacken: Die Kunsthalle Bern.

### „When Attitudes Become Form“, 1969
Mit der vielfach als „legendär“ bezeichneten Ausstellung Live in your head: When Attitudes become Form (Wenn Attitüden Form werden) mit dem Untertitel Werke – Konzepte – Prozesse – Situationen – Information beschritt Szeemann eine neue Form der Inszenierung. Bei dieser Ausstellung stand nicht die chronologisch oder thematisch geordnete Präsentation im Vordergrund. Die Werke der zeitgenössischen Künstler, die neue Kunstformen wie Installation, Land Art, Environment und Happening einbezogen, traten durch die Konzeption des Kurators in einen spannungsreichen Dialog. Viele Arbeiten entstanden erst „vor Ort“ im Museum. Szeemanns Anspruch war „…gegen die Dominanz von Tachismus und geometrischer Kunst neue künstlerische Formen“ zu zeigen, „die aus keinen vorgefaßten bildnerischen Meinungen, sondern aus dem Erlebnis des künstlerischen Vorgangs entstanden sind.“ In dem Ausstellungskatalog mit dem ausführlichen Titel Live in your head. When Attitudes Become Form. Works-Concepts-Processes-Situations-Information. Wenn Attitüden Form werden. Werke-Konzepte-Vorgänge-Situationen-Information wurden insgesamt 69 Künstler vorgestellt, jedoch in der Ausstellung aus technischen Gründen nur die Arbeiten von 40 Künstlern gezeigt.
Er erarbeitete in „Einklang mit den Künstlerinnen und Künstlern seiner Generation parallel zur Erweiterung des Kunstbegriff neue Präsentationsformen. Szeemann versammelte in seiner Ausstellung europäische und amerikanische Künstlerinnen und Künstler der jüngsten Generation, Namen wie Richard Serra, Robert Morris, Michael Heizer, Eva Hesse, Bruce Nauman, Joseph Beuys, Mario Merz, Richard Artschwager und Lawrence Weiner, deren Arbeiten in Bern vor Ort entstanden“. Zu den ausgestellten Künstlern zählten auch Jannis Kounellis, Reiner Ruthenbeck und Sarkis Zabunyan. Die Ausstellung reiste anschließend zum Museum Haus Lange in Krefeld und zum Institute of Contemporary Arts in London. Die Ausstellung When Attitudes become Form führte zur Entfremdung mit dem Kuratorium der Kunsthalle, das ihm eine geplante Ausstellung mit Werken von Joseph Beuys verweigerte: Szeemann kündigte.

## Freie kuratorische Arbeit

### „Agentur für Geistige Gastarbeit“ und „Museum für Obsessionen“
Beide Institutionen gründete Szeemann nach seinem Abschied von der Kunsthalle Bern als produktive Konzepte und Werkzeuge in seiner Vorstellungswelt. Die Agentur für geistige Gastarbeit brachte die Ausstellung „Junggesellenmaschinen/Les Machines Célibataire“ hervor und half ihm, die Documenta 5 zu überstehen. Das Museum der Obsessionen erfand Szeemann nach der Documenta, um seiner Agentur eine Arbeitsrichtung zu geben, in der sich bestimmte Ausstellungsprojekte aufeinander beziehen.

### Documenta 5, 1972
Zum Kurator wurde Szeemann aufgrund der Empfehlung des Galeristen und Förderers neuer Kunstrichtungen Rolf Ricke bestellt. Er war der jüngste Leiter einer Documenta in Kassel. Die Documenta 5 trug den Titel „Befragung der Realität – Bildwelten heute“. Szeemann begriff die Veranstaltung als Geschehen für 100 Tage: Folglich lud er die Künstler dazu ein, nicht nur Malerei und Skulpturen zu zeigen, sondern auch Performances und „Happenings“. Er brach mit der kuratorischen Konvention, alle Werke im Einzelnen auszuwählen. Stattdessen gab er Künstlern Gelegenheit, für eine bestimmte Situation frei zu produzieren. Außerdem relativierte er den Kunstbegriff, indem er „außerkünstlerische Bildwelten“ einbezog: Bildnerei der Geisteskranken, Bilderwelt und Frömmigkeit, Gesellschaftliche Ikonographie (Banknoten, Titelseiten des Magazins Der Spiegel, Politische Propaganda, Werbung), Science Fiction und Utopie.

### „Junggesellenmaschinen/Les Machines Célibataires“, 1975
Die Ausstellung reiste von Juli 1975 bis April 1977 zu neun Ausstellungsorten in Europa: Kunsthalle Bern, zur Biennale Venedig, zum Palais des Beaux-Arts Brüssel, Kunsthalle Düsseldorf, Musée des Arts Décoratifs Paris, Kunsthalle Malmö, Stedelijk Museum Amsterdam, und zum Museum des 20. Jahrhunderts (heute Museum Moderner Kunst Stiftung Ludwig) in Wien. Die Ausstellung traf den Nerv der Zeit und war visionär, denn sie führte über den Mythos der Junggesellenmaschine in geistesgeschichtliche Hintergründe technischer und gesellschaftlicher Umwälzungen ein, die unter anderem als Digitalisierung bis heute fortwirken (siehe „Cyberspace und Junggesellenmaschinen“ in Ars Electronica, ARTificial Intelligence & ARTificial ART).

### Monte Verità, 1978
Nach dreijähriger Arbeit eröffnete im Sommer 1978 in Ascona die Wanderausstellung Monte Verità. Le mammelle della verità/Die Brüste der Wahrheit. Die Ausstellung wurde verteilt auf fünf Standorte gezeigt, darunter die Isole di Brissago und die Casa Anatta auf dem Monte Verità. Sie wurde später im Kunsthaus Zürich, in der Berliner Akademie der Künste, in Wien im Museum des 20. Jahrhunderts und in der Münchner Villa Stuck gezeigt, bevor sie auf dem Monte Verità in eine Dauerausstellung verwandelt wurde. Szeemann kümmerte sich zeitlebens um das Museum. Die umfangreiche Ausstellung traf mit Themen wie indischer Mythologie, gesunde Ernährung und Romantisierung der „heilen“ Vergangenheit den Zeitgeist, war ein großer Publikumserfolg und erhielt viel positive Kritik in den Medien. Bei der Arbeit an der Ausstellung knüpfte Szeemann Kontakte, die für seine zukünftige Arbeit wegweisend sein sollten.

### Biennale di Venezia, 1980
Szeemann war Mitveranstalter und führte die Ausstellungen „Aperto“ für junge Künstler ein.

### Accademia di Architettura, 1996
Die Fakultät für Architektur, Accademia di Architettura, an der Università della Svizzera italiana (USI), der ersten Universität der italienischsprachigen Schweiz, wurde durch Szeemann während der folgenden sechs Gründerjahre mitgeprägt.

### Biennale di Venezia, 1999 und 2001
Szeemann war Direktor der Sparte „Visuelle Kunst“ der 48. und 49. Biennale von Venedig (1998–2002). Er erweiterte die Ausstellungsfläche um frei gewordene Industriebrachen und schaffte das Generalthema und die Altersbeschränkung ab.

## Kunsthaus Zürich
Szeemann war ab 1981 „permanenter freier Mitarbeiter des Kunsthauses Zürich“.

### „Der Hang zum Gesamtkunstwerk“, 1983
Die berühmt gewordene Ausstellung konzipierte Szeemann für das Kunsthaus Zürich, sie wurde anschließend im Museum des 20. Jahrhunderts in Wien, in der Kunsthalle Düsseldorf/Kunstverein für die Rheinlande und Westfalen in Düsseldorf und 1984 auch in Berlin gezeigt. In Zürich wurde sie am 11. Februar 1983, fast genau zu Richard Wagners 100. Todestag, eröffnet, der als Begründer des musikalischen Gesamtkunstwerks gilt. In der Ausstellung waren über 300 Objekte, Architekturmodelle, Partituren, Zeichnungen und Gemälde versammelt, die als Gesamtkunstwerke die europäischen Utopien von 1790 bis heute repräsentierten. Szeemann wollte die Ausstellungsstücke nicht auf ihre ästhetische Wirkung beschränken, sondern mit ihnen „eine Umwandlung der sozialen Wirklichkeit zu einer erneuerten Gesellschaft“ aufzeigen.
Szeemann stellte unter anderem den Merzbau von Kurt Schwitters, rekonstruiert von dem Schweizer Bühnenbildner Peter Bissegger, das Goetheanum in Dornach mit verschiedenen Exponaten und Modellen, die Kathedrale Sagrada Família von Antoni Gaudí, die letztlich utopische Kirche der heiligen Familie in Barcelona, den Monte Verità bei Ascona, aber auch Anselm Kiefers mythologische Allegorien vor. „…durch eine Ausstellungsstrategie, die die Exponate in Ihre kulturkritischen, philosophischen und religiösen Sinnkontext einordnete, machte diese Zürcher Schau diese Tenzenz (zum Gesamtkunstwerk) in ihrer gesamten Breite sichtbar und legte damit eine Tiefenströmung der modernen Kunstentwicklung frei…“.

### Joseph Beuys, 1993–1994
Für das Kunsthaus Zürich konzipierte und organisierte Szeemann eine Retrospektive des Werks von Joseph Beuys, die vom 26. November 1993 bis 20. Februar 1994 stattfand. Darauf folgende Ausstellungsorte waren das Museo Reina Sofía in Madrid und unter anderer kuratorischer Betreuung das Centre Georges Pompidou in Paris.

## Ausstellungen (Auswahl)
- 1958: The Family of Man, Installation, Kunstmuseum St. Gallen
- 1962: Harry Kramer, Mobiles – Marionetten – Automobile – Skulpturen, Biel
- 1967: Science-Fiction, Musée des Arts Décoratifs, Paris
- 1970: happening & fluxus, Kölnischer Kunstverein, Köln
- 1974: Grossvater, ein Pionier wie wir, Wohnung in Bern
- 1978: Monte Verità
- 1988: Zeitlos, Berlin
- 1995: Hundert Jahre Kino.
- 1996: Austria im Rosennetz
- 1997: Biennale de Lyon
- 2002: Geld und Wert – Das letzte Tabu. Im Rahmen der Expo.02 – Schweizerische Landesausstellung
- 2003: Blut & Honig – Zukunft ist am Balkan
- 2004: Bienal Internacional de Arte Contemporáneo de Sevilla
- 2005: Belgique visionnaire (Visionäres Belgien), Brüssel, Palais des Beaux-Arts.[21]

## Ausstellungen über Ausstellungen von Szeemann
- 2013: When Attitudes Become Form: Bern 1969/Venice 2013 (Rekonstruktion der Ausstellung von 1969), Fondazione Prada, Venedig[22]
- 2018: Museum of Obsessions, Getty Research Institute Galleries, Los Angeles; danach: Kunsthalle Bern[23] und Kunsthalle Düsseldorf

## Auszeichnungen
Szeemann gehörte ab 1961 dem Collège de ’Pataphysique an, er war ab 1997 Mitglied der Akademie der Künste (Berlin). 2001 wurde ihm der Max-Beckmann-Preis der Stadt Frankfurt am Main überreicht. Im April 2006 erhielt Szeemann posthum die Ehrendoktorwürde der Philosophischen Fakultät der Universität Zürich.

## Veröffentlichungen
- Junggesellenmaschinen. (Erweiterte Ausgabe des Katalogs von 1975, hrsg. mit Hans Ulrich Reck). Springer Verlag, Wien / New York 1999, ISBN 3-211-83353-6.
- Museum der Obsessionen. Merve Verlag, Berlin 1981, ISBN 3-88396-020-9.
- Individuelle Mythologien. Merve Verlag, Berlin 1985, ISBN 3-88396-040-2.
- Zeitlos auf Zeit – Das Museum der Obsessionen. Lindinger und Schmid, Regensburg 1994, ISBN 3-929970-11-2.
- When Attitudes Become Form – Live in Your Head, Kunsthalle Bern, 1969 (Reprint 2006)
- mit Jean Clair (Hrsg.): Junggesellenmaschinen / Les machines Célibataires. Ausstellungskatalog. Alfieri, Venedig 1975.
- mit Hanns Sohm: happening & fluxus. Materialien. Kölnischer Kunstverein. Köln 1970.

## Archiv und Bibliothek
Im Jahre 2011 erwarb das Getty Research Institute in Los Angeles das Archiv und die Bibliothek des Kurators. Das Institut will einen eigenen Forschungsbereich einrichten, der sich mit dem Bereich Kuratur forschend befassen soll.

## Dokumentarfilm
- Verzauberung auf Zeit, Filmporträt über den Kurator Harald Szeemann – eine Koproduktion SRG/RTSI Radiotelevisione della Svizzera Italiana mit Musik von J.S. Bach (Regie: Gaudenz Meili), 1992[25] (streaming)